# غالين كول
غالين كول (بالإنجليزية: Galen Cole)‏ هو شخصية أعمال أمريكي، ولد في 1925.